# Lagerstroemia fordii
Lagerstroemia fordii là một loài thực vật có hoa trong họ Lythraceae. Loài này được Oliv. & Koehne mô tả khoa học đầu tiên năm 1903.